# Thomas Wright (géologue)
Pour les articles homonymes, voir Thomas Wright et Wright.
Thomas Wright (9 novembre 1809 – 17 novembre 1884) est un chirurgien et paléontologue britannique.
Wright publie de nombreux articles sur les fossiles qu'il a collectionnés dans les Cotswolds, par exemple Lias Ammonites of the British Isles (Les Ammonites du Lias en Grande-Bretagne).

## Biographie
Il naît à Paisley dans le Renfrewshire et étudie au collège de chirurgie à Dublin. En 1846 il s'installe à Cheltenham où il devient officier médical du district urbain  et chirurgien au Cheltenham General Hospital. Il gagne la médaille Wollaston en 1878 et devient membre de la Royal Society en 1879.
Une partie de sa collection de fossiles a été vendue au British Museum après sa mort.